# Val Kilmer
Val Edward Kilmer (Los Ángeles, 31 de diciembre de 1959-Los Ángeles, 1 de abril de 2025) fue un actor estadounidense. Reconocido como una de las estrellas mejor pagadas de la década de 1990, sus películas alcanzaron los 3700 millones de dólares en taquilla.
Es mundialmente conocido por papeles icónicos como Nick Rivers en Top Secret! (1984), Tom «Iceman» Kazansky en Top Gun (1986) y su secuela Top Gun: Maverick (2022), Madmartigan en Willow (1988), Jim Morrison en The Doors (1991), Doc Holliday en el wéstern Tombstone (1993), Chris Shiherlis en Heat, Batman en Batman Forever (1995), Simon Templar en El Santo (1997), Filipo II de Macedonia en Alejandro Magno (2004) y Perry Van Shrike en Kiss Kiss Bang Bang (2005), entre otras películas.
En 2020, publicó sus memorias, I'm Your Huckleberry: A Memoir; y en 2021, escribió su documental autobiográfico titulado Val, que se estrenó en el Festival de Cine de Cannes recibiendo la aclamación de la crítica.

## Primeros años
Nació en Los Ángeles, California, el segundo de los tres hijos fruto del matrimonio de Eugene Dorris Kilmer (1921-1993), un agente inmobiliario, y Gladys Swanette (de soltera, Ekstadt; 1928-2019). Su madre era de origen sueco y la ascendencia de su padre incluye raíces alemanas, irlandesas y cheroqui. Sus padres se divorciaron en 1968 cuando tenía ocho años de edad. En 1970, su madre contrajo matrimonio con William Bernard Leach. El abuelo de Kilmer fue un minero de Nuevo México. En 1977, su hermano pequeño, Wesley, que era epiléptico, se ahogó en un jacuzzi a los quince años de edad. Estudió en Chatsworth High School, y a los dieciséis años entró becado en la prestigiosa Julliard School.

## Carrera
Comenzó a ser popular tras su interpretación en la obra teatral Slab Boys, que representó en Broadway al lado de Kevin Bacon y Sean Penn. Rodó documentales y publicó un libro de poesía. Intervino en comedias al principio de su carrera cinematográfica, como su debut en la gran pantalla la paródica Top Secret! (1984), que le dio a conocer y compartió escenas con Tom Cruise en el éxito de Tony Scott, Top Gun (1986), aunque su encarnación de Jim Morrison en The Doors (1990), de Oliver Stone, le dio la fama definitiva.
En 1992, el crítico de cine, Roger Ebert remarcó: «Si hay un premio para el actor más anónimo de su generación, Kilmer debería recibirlo».
Sus papeles más reconocidos llegaron en los años 1990, cuando interpretó al personaje Batman, en la película de Joel Schumacher Batman Forever (1995). Ese mismo año compartió pantalla con Robert De Niro y Al Pacino en el thriller policíaco de Michael Mann Heat. En 1997, protagonizó uno de sus papeles más reconocidos en El Santo, donde interpretó al ladrón Simon Templar.
En 2003 encarnó a la estrella del porno John Holmes en la película Wonderland, un largometraje que indaga en la implicación de este personaje en un cuádruple asesinato que tuvo lugar en 1981. Un año más tarde rodó, nuevamente bajo las órdenes de Oliver Stone, la película bélico-histórica Alejandro Magno, donde dio vida a Filipo II de Macedonia. Ese mismo año también protagonizó el thriller político Spartan.
En 2005 coprotagonizó, junto a Robert Downey Jr., la comedia policíaca Kiss Kiss Bang Bang, con la que obtuvo muy buenas críticas y fue reconocido con el Premio Satellite al mejor actor de reparto.
El 7 de junio de 2018, se confirmó que repetiría su papel de Tom «Iceman» Kazansky en Top Gun: Maverick (2022).

## Vida personal
Sus padres lo criaron en la ciencia cristiana, la cual siguió la mayor parte de su vida.
Salió con la cantante Cher, la cantante Lesley Ann Warren, la modelo Cindy Crawford, o las actrices Angelina Jolie, Daryl Hannah y Ellen Barkin.  Mantuvo una relación con la actriz Joanne Whalley cuando la pareja se conoció filmando la película Willow. Se casaron en marzo de 1988 y tuvieron dos hijos, una niña, Mercedes (nacida en 1991); y un niño, Jack (nacido en 1995). Se divorciaron en 1996.

### Ideas políticas
En 2009 expresó en una entrevista sus ganas de presentar, en un futuro cercano, su candidatura para convertirse en gobernador de su estado de origen, Nuevo México. Estas declaraciones recibieron el apoyo del entonces gobernador de dicho estado, Bill Richardson. En mayo de 2013, Kilmer presionó al Congreso en nombre de la Ley de Acceso Equitativo a la Atención Médica y la Salud, o Ley EACH (H.R. 1814), un proyecto de ley «para proporcionar una exención religiosa adicional al mandato de cobertura de salud individual» de la Ley del Cuidado de Salud a Bajo Precio.

### Salud
El 1 de mayo de 2017 aseguró vía Reddit tener cáncer. Seis meses antes, Michael Douglas afirmó que Val Kilmer padecía cáncer de garganta, pero él mismo lo desmintió. Si bien en las memorias publicadas en 2020 con el título I'm Your Huckleberry: A Memoir confirmó que en 2015 fue diagnosticado de cáncer de laringe. Tiempo después logró vencerlo, según él, gracias a Dios: «Rezar fue mi tratamiento», afirmó. Reacio en principio a recibir tratamiento médico debido a sus creencias en la ciencia cristiana, sus hijos lograron convencerlo finalmente de someterse a quimioterapia y dos traqueotomías.

### Fallecimiento
El 1 de abril de 2025, falleció a causa de una neumonía.

## Filmografía

### Cine y televisión
| Año  | Título                         | Personaje                    | Notas                                                                         | Director                                  |
| ---- | ------------------------------ | ---------------------------- | ----------------------------------------------------------------------------- | ----------------------------------------- |
| 1984 | Top Secret!                    | Nick Rivers                  | Debut en el cine                                                              | David Zucker, Jim Abrahams y Jerry Zucker |
| 1985 | Real Genius                    | Chris Knight                 |                                                                               | Martha Coolidge                           |
| 1985 | One Too Many                   | Eric                         | Video escolar                                                                 | Peter Horton                              |
| 1986 | Top Gun                        | Tom «Iceman» Kazansky        |                                                                               | Tony Scott                                |
| 1987 | The Man Who Broke 1.000 Chains | Robert Elliot Burns          |                                                                               | Daniel Mann                               |
| 1988 | Willow                         | Madmardigan                  |                                                                               | Ron Howard                                |
| 1989 | Billy the Kid                  | William Bonney               |                                                                               | William Graham                            |
| 1989 | Kill Me Again                  | Jack Andrews                 |                                                                               | John Dahl                                 |
| 1991 | The Doors                      | Jim Morrison                 | Película basada en el poeta y cantante Jim Morrison del grupo The Doors       | Oliver Stone                              |
| 1992 | Thunderheart                   | Ray Levoi                    |                                                                               | Michael Apted                             |
| 1993 | The Real McCoy                 | J.T. Barker                  |                                                                               | Russell Mulcahy                           |
| 1993 | Tombstone                      | Doc Holliday                 | Película basada en una historia real                                          | George P. Cosmatos                        |
| 1993 | True Romance                   | Mentor (Elvis)               |                                                                               | Tony Scott                                |
| 1995 | Batman Forever                 | Batman/Bruce Wayne           |                                                                               | Joel Schumacher                           |
| 1995 | Heat                           | Chris Shiherlis              |                                                                               | Michael Mann                              |
| 1995 | Wings of Courage               | Jean Mermoz                  | Película IMAX                                                                 | Jean-Jacques Annaud                       |
| 1996 | La isla del doctor Moreau      | Montgomery                   | En 1997 fue nominado al Premio Razzie al «Peor Actor de Reparto» por su papel | John Frankenheimer                        |
| 1996 | The Ghost and the Darkness     | Coronel John Henry Patterson | Película basada en un hecho real                                              | Stephen Hopkins                           |
| 1997 | El Santo                       | Simon Templar                | Basada en el personaje de Simon Templar creado por Leslie Charteris           | Phillip Noyce                             |
| 1998 | El príncipe de Egipto          | Moisés/Dios (voz)            | Animación                                                                     | Brenda Chapman Steve Hickner Simon Wells  |
| 1999 | A primera vista                | Virgil «Virg» Adamson        |                                                                               | Irwin Winkler                             |
| 1999 | Joe the King                   | Bob                          |                                                                               | Frank Whaley                              |
| 2000 | Pollock                        | Willem DeKooning             |                                                                               | Ed Harris                                 |
| 2000 | Planeta rojo                   | Robby Gallagher              |                                                                               | Antony Hoffman                            |
| 2002 | The Salton Sea                 | Danny Parker/Tom Van Allen   |                                                                               | D. J. Caruso                              |
| 2003 | Wonderland                     | John Holmes                  |                                                                               | James Cox                                 |
| 2003 | The Missing                    | Tte. Jim Ducharme            |                                                                               | Ron Howard                                |
| 2003 | Blind Horizon                  | Frank Kavanaugh              |                                                                               | Michael Haussman                          |
| 2004 | Entourage                      | Sherpa                       |                                                                               | Mark Wahlberg                             |
| 2004 | Spartan                        | Robert Scott                 |                                                                               | David Mamet                               |
| 2004 | Stateside                      | Staff Sergeant Skeer         |                                                                               | Reverge Anselmo                           |
| 2004 | Alejandro Magno                | Filipo II de Macedonia       |                                                                               | Oliver Stone                              |
| 2005 | Cazadores de mentes            | Jake Harris                  |                                                                               | Renny Harlin                              |
| 2005 | Kiss Kiss Bang Bang            | Gay Perry                    |                                                                               | Shane Black                               |
| 2006 | Summer Love                    | El hombre buscado            |                                                                               | Piotr Uklanski                            |
| 2006 | Moscú Cero                     | Andrey                       |                                                                               | María Lidón                               |
| 2006 | 10th & Wolf                    | Murtha                       |                                                                               | Robert Moresco                            |
| 2006 | Played                         | Dillon                       |                                                                               | Sean Stanek                               |
| 2006 | Déjà Vu                        | Agente Andrew Pryzwarra      |                                                                               | Tony Scott                                |
| 2007 | Have Dreams, Will Travel       | Henderson                    |                                                                               | Brad Isaacs                               |
| 2008 | Luna Comanche                  | Inish Scull                  | Miniserie de televisión basada en el libro                                    | Simon Wincer                              |
| 2008 | Knight Rider 2008              | KITT (voz)                   | Basada en la serie de NBC de 1980 Knight Rider                                | Steve Shill                               |
| 2008 | Conspiracy                     | MacPherson                   | Solo en videoclubs                                                            | Adam Marcus                               |
| 2008 | The Love Guru                  | Él mismo                     | Cameo                                                                         | Marco Schnabel                            |
| 2008 | Delgo                          | Bogardus (voz)               | Animación                                                                     | Marc F. Adler                             |
| 2008 | Columbus Day                   | John                         |                                                                               | Charles Burmeister                        |
| 2008 | American Cowslip               | Todd Inglebrink              |                                                                               | Mark David                                |
| 2008 | XIII: The Movie                | Mongoose                     | Basada en el cómic belga XIII                                                 | Duane Clark                               |
| 2008 | Felon                          | John Smith                   | Proyección limitada en Estados Unidos                                         | Ric Roman Waugh                           |
| 2009 | Streets of Blood               |                              |                                                                               | Charles Winkler                           |
| 2010 | Fake Identity                  | Nick                         |                                                                               | Dennis Dimster                            |
| 2010 | The Traveler                   |                              |                                                                               | Michael Oblowitz                          |
| 2010 | Bloodworth                     |                              |                                                                               | Shane Dax Taylor                          |
| 2011 | Kill the Irishman              |                              |                                                                               | Jonathan Hensleigh                        |
| 2011 | 5 Days of August               | Dutchman                     | Basada en la Guerra de Osetia del Sur de 2008                                 | Renny Harlin                              |
| 2013 | Palo Alto                      | Stewart                      |                                                                               | Gia Coppola                               |
| 2013 | Standing Up                    | Sheriff Hofstadder           |                                                                               | D.J. Caruso                               |
| 2014 | Tom Sawyer & Huckleberry Finn  | Mark Twain                   |                                                                               | Jo Kastner                                |
| 2017 | Song to Song                   |                              |                                                                               | Terrence Malick                           |
| 2017 | The Snowman                    |                              |                                                                               | Tomas Alfredson                           |
| 2017 | The Super                      | Walter                       |                                                                               | Stephan Rick                              |
| 2018 | 1st Born                       | Biden                        |                                                                               | Ali Atshani y Sam Khoze                   |
| 2020 | A Soldier's Revenge            | CJ Connor                    |                                                                               | Michael Feifer                            |
| 2021 | Val                            | Él mismo                     | Documental sobre su vida                                                      | Leo Scott, Ting Poo                       |
| 2022 | Top Gun: Maverick              | Tom «Iceman» Kazansky        | Secuela de Top Gun                                                            | Joseph Kosinski                           |
| 2022 | The Birthday Cake              | Tío Angelo                   |                                                                               | Jimmy Giannopoulos                        |

## Premios y nominaciones
Premios de la Crítica Documental
| Año  | Categoría        | Trabajo nominado | Resultado |
| ---- | ---------------- | ---------------- | --------- |
| 2021 | Mejor documental | Val              | Ganador   |
| 2021 | Mejor narración  | Val              | Ganador   |

Premios Grammy
| Año  | Categoría           | Trabajo nominado  | Resultado |
| ---- | ------------------- | ----------------- | --------- |
| 2012 | Mejor álbum hablado | The Mark of Zorro | Nominado  |

Premios Satellite
| Año  | Categoría                                | Trabajo nominado    | Resultado |
| ---- | ---------------------------------------- | ------------------- | --------- |
| 2005 | Mejor Actor de reparto - Comedia/Musical | Kiss Kiss Bang Bang | Ganador   |

## Obras publicadas
- Kilmer, Val (2020). I'm Your Huckleberry: A Memoir. Simon and Schuster. ISBN 978-1-9821-4489-0.